# Курпјер
Курпјер (фр. Courpière) насеље је и општина у централној Француској у региону Оверња, у департману Пиј де Дом која припада префектури Тјер.
По подацима из 2011. године у општини је живело 4401 становника, а густина насељености је износила 138,31 становника/km². Општина се простире на површини од 31,82 km². Налази се на средњој надморској висини од 331 метар (максималној 542 m, а минималној 297 m).

## Демографија
| 1962. | 1968. | 1975. | 1982. | 1990. | 1999. | 2011. |
| ----- | ----- | ----- | ----- | ----- | ----- | ----- |
| 3.460 | 3.913 | 4.338 | 4.834 | 4.674 | 4.612 | 4.401 |

График промене броја становника у току последњих година